# Salmo 2
El Salmo 2 es el segundo salmo del Libro de los Salmos , generalmente conocido en inglés por su primer versículo, en la versión de la Biblia del rey Jacobo , "¿Por qué se enfurecen los paganos?". En latín, se conoce como " Quare fremuerunt gentes ". Salmo 2 no identifica a su autor con una inscripción. Hechos 4: 24–26 en el Nuevo Testamento lo atribuye a David . Según el Talmud , el Salmo 2 es una continuación del Salmo 1.
El salmo es una parte regular de las liturgias judías , católicas, anglicanas y protestantes. Se le ha puesto música frecuentemente; George Frideric Handel estableció nueve versos en la Parte II de su oratorio El Mesías

## Antecedentes y temas
Según el Talmud ( Berajot 10b), el Salmo 2 es una continuación del Salmo 1 . Saadia Gaon en su comentario sobre Salmos señala que el Salmo 1 comienza con la palabra "Feliz" y el último verso del Salmo 2 termina con la palabra "Feliz", uniéndolos temáticamente.

Según el Talmud y comentaristas como Saadia Gaon, Abraham ibn Ezra y Yefet ben Ali quien fue un comentarista del judaísmo caraíta o caráismo , este salmo es mesiánico , refiriéndose al advenimiento del Mesías judío que será precedido por las guerras de Gog y Magog .  En este sentido, el "rey" del Salmo 2 no se interpreta como David sino como el futuro Rey Mesías de la Casa de David, que restaurará a Israel a su antigua gloria y traerá la paz mundial . El Talmud enseña ( Sucá (Talmud) 52a): 
Nuestros rabinos enseñaron: El Santo, bendito sea, le dirá al Mesías, el hijo de David (¡que se revele rápidamente en nuestros días!): "Pídeme cualquier cosa y te lo daré", como se dice: "Diré el decreto ... hoy te he engendrado. Pídeme y daré a las naciones por tu herencia" (Salmos 2: 7–8).
Del mismo modo, el Midrash Tehillim enseña:
R. Jonathan dijo: "A tres personas se les ordenó : 'Pregunten': Salomón , Ajaz y el Rey Mesías. Salomón: 'Pregunten qué les daré' (I Reyes 3: 5). Ajaz: 'Pregúnteles una señal' (Isaías 7:11). El Rey Mesías: 'Pídeme', etc. (Salmos 2: 8) ".
Rashi y David Kimhi, sin embargo, identifican el tema de este salmo como David, luego de su victoria sobre los filisteos.  Arenda sugiere que la opinión de Rashi fue influenciada por la de los primeros comentaristas cristianos que interpretaron el versículo 7 como una referencia a Cristo.
Escritores cristianos como Hermann Gunkel  y Hans Joachin Kras  ven el salmo como una canción del propio rey de Judea en el festival de su adhesión, mientras que Hossfeld ve el salmo como simplemente influenciado por la ideología real egipcia y helenística.
La mayoría de los eruditos cristianos interpretan el tema del salmo como Jesucristo y su papel como el Mesías . Matthew Henry interpreta que los versículos 1–6 son vistos como amenazas contra el reino de Cristo, los versículos 7–9 como una promesa a Cristo de ser la cabeza de este reino, y los versículos 10–12 como un consejo para todos para servir a Cristo. Charles Spurgeon y Adam Clarke interpretan de manera similar el salmo como una referencia a la oposición contra el gobierno de Cristo, la selección de Cristo por Dios como su "propio hijo", y la eventual victoria y reinado de Cristo sobre sus enemigos.

## Contenido e interpretación

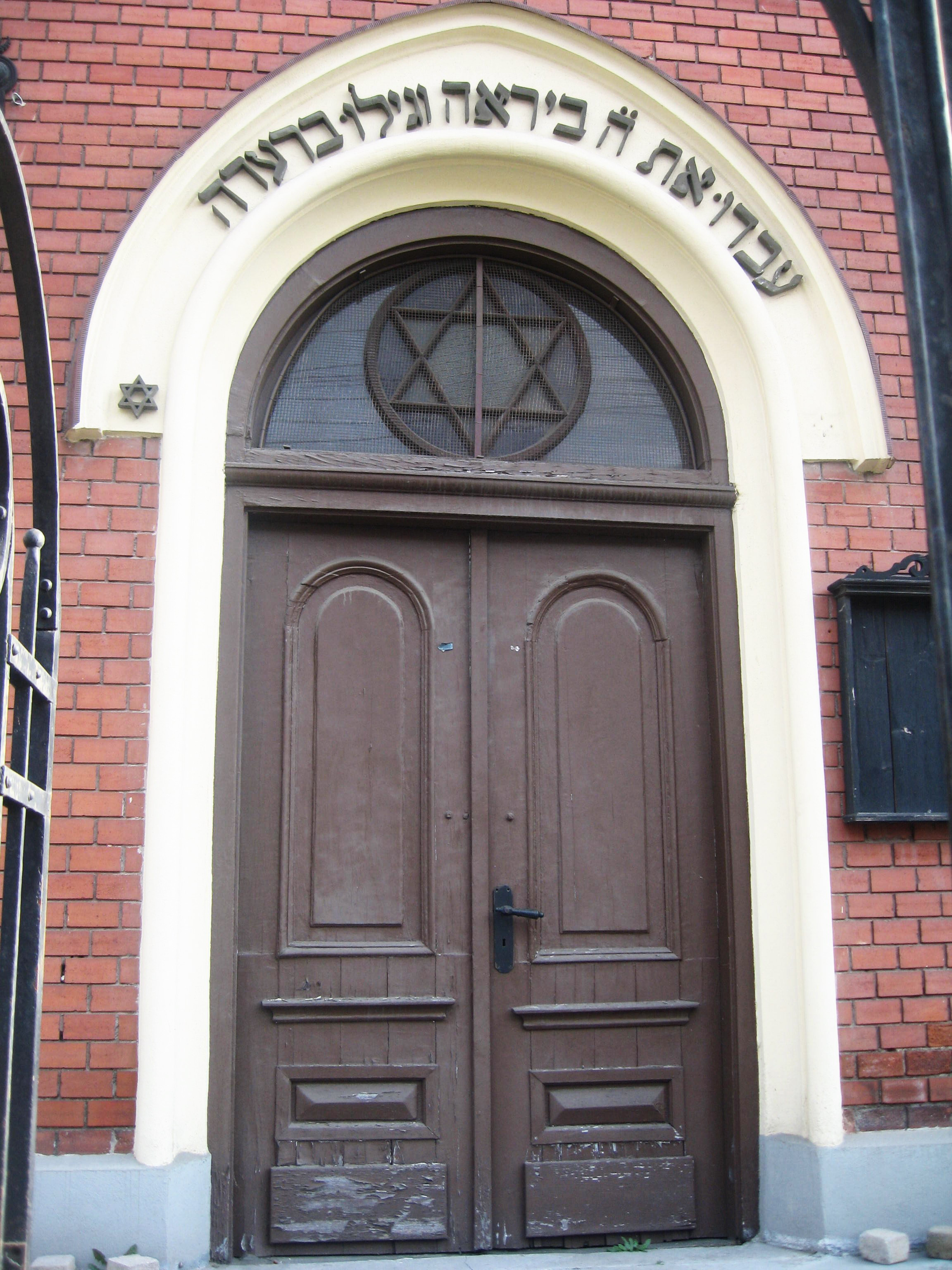
El versículo 11, "Servir al Señor con temor y regocijarse con temblor", aparece en hebreo sobre la entrada de una sinagoga en Sibiu, Rumania

Dios cumple sus designios estableciendo a su Ungido
La cuestión del género del salmo y la situación en la que se creó es fundamental para comprender el salmo. Hermann Gunkel piensa que "implica la celebración de la entronización [debe] como con tantos de estos cánticos otro". En el Salmo  Hay, pues, Gunkel para "un cántico del propio rey de Judea en la fiesta de su ascensión . "  también, Hans-Joachim Kraus está de acuerdo con esta evaluación, aunque con ligeras limitaciones.  Se encuentra así el asiento en la vida , aunque sea imposible determinar un momento exacto de origen.
El portavoz del Salmo es el rey entronizado en Sion, quien informa sobre su reino que nunca terminará y que estará por encima de todos los demás reinos fundados por Yahveh. El caos descrito al principio del salmo (versículos 1-3) es domesticado por el rey designado por Dios y se restaura el orden mundial. Moldeado por la ideología real egipcia y helenística  , el rey es identificado como el hijo de Dios (versículo 7), que gobernará sobre todas las naciones "con cetro de hierro" (versículo 9). La resolución (versículo 7) “es un concepto del derecho sagrado de los reyes. Designa el certificado de legitimación, el protocolo del rey, que fue escrito en la entronización y en adelante identifica al gobernante legítimo ". No significa que Yahveh deba ser considerado como el testigo del rey, sino que el rey fue adoptado por Dios. "La palabra Yahveh del Salmo significa que Dios ha aceptado al Rey como su Hijo".

No debe pasarse por alto que este salmo, que proclama la dominación mundial israelita, siguió siendo parte del canon incluso cuando Israel estaba en cautiverio y era cualquier cosa menos gobernante mundial. El salmo puede leerse no solo como literatura de propaganda megalómana, sino también como un anhelo por un reino aún oculto que fue anunciado por Yahveh pero que aún espera su finalización. El caos de los pueblos espera ser domesticado para lograr el orden mundial que se encuentra en el seno de la creación. El objetivo del mensaje del Salmo 2 podría resumirse en la declaración.
“La rebelión de los pueblos y reyes contra el gobierno universal de Dios y su ungido es una empresa sin sentido; esta rebelión solo se nota con asombro; e inmediatamente ante el poder superior mundial de Dios y la autorización válida de su rey, se llama a reflexionar un ultimátum " 
En el Nuevo Testamento por ejemplo, el Salmo 2 se recibió en Hechos 13:33  UE .

## Estructura
- Versículos 1-3 Rebelión de pueblos extranjeros
- Versículos 4-6 La respuesta de YHWH
- Versículos 7–9 llamando al rey
- Versículos 10-12: un ultimátum a los reyes rebeldes[16]
- Versículo 12b Bienaventuranzas [17]

## Controversia
Los cristianos protestantes de habla inglesa comúnmente (pero no siempre) traducen el versículo 12 como "Besa al hijo", como en la versión de la Biblia del rey Jacobo. La interpretación judía más común es "Abrace la pureza", una interpretación cercana a la de los católicos , que tradicionalmente siguen la Vulgata y traducen la frase como "Abrazo disciplina". Para traducir como "Besa al hijo", la palabra "bar" debe leerse como arameo ("hijo", pero en hebreo, "hijo" es "ben") en lugar de hebreo ("pureza") o Septuaginta y Vulgata "disciplina "," entrenamiento "," enseñanza ". (La Nueva Biblia Americana se reconcilia combinando los versículos 11 y 12 de las otras Biblias en un versículo completamente nuevo 11). Algunos autores judíos han acusado a los cristianos protestantes de elegir arbitrariamente interpretar la palabra en un idioma diferente para darle al texto un significado más favorable para los cristianos ("hijo", entendido como Jesús). Los protestantes, sin embargo, citan otros lugares en la Biblia con palabras arameas aisladas que se encuentran en hebreo, como la misma palabra "bar" que aparece en Proverbios 31: 2.